# Okręg wyborczy nr 17 do Sejmu Polskiej Rzeczypospolitej Ludowej (1989–1991)
Okręg wyborczy nr 17 do Sejmu Polskiej Rzeczypospolitej Ludowej (1989–1991) obejmował województwo ciechanowskie. W ówczesnym kształcie został utworzony w 1989. Wybieranych było w nim 5 posłów w systemie większościowym.
Siedzibą okręgowej komisji wyborczej był Ciechanów.

## Wybory parlamentarne 1989

### Mandat nr 64 –Polska Zjednoczona Partia Robotnicza
| Kandydat | I tura | I tura | II tura | II tura |
| Kandydat | Głosów | %      | Głosów  | %       |
| --- | ------ | ------ | ------- | ------- |
| Irena Chojnacka                                                                                                | 27 611 | 20,47  | 25 528  | 41,24   |
| Jan Lewicki | 23 975 | 17,77  | 25 438  | 41,10   |
| Magdalena Stępkowska                                                                                           | 14 685 | 10,89  | –       | –       |
| Henryk Przygodzki                                                                                              | 13 629 | 10,10  | –       | –       |
| Liczba głosów ważnych: 134 891 (I tura) • 61 899 (II tura) Źródło: Państwowa Komisja Wyborcza I tura i II tura |        |        |         |         |

### Mandat nr 65 –Polska Zjednoczona Partia Robotnicza
| Kandydat | I tura | I tura | II tura | II tura |
| Kandydat | Głosów | %      | Głosów  | %       |
| --- | ------ | ------ | ------- | ------- |
| Ryszard Pidek                                                                                                  | 30 136 | 22,19  | 27 551  | 44,46   |
| Daniel Bartosiewicz                                                                                            | 22 466 | 16,54  | 22 378  | 36,12   |
| Leszek Jędrzejewski                                                                                            | 13 245 | 9,75   | –       | –       |
| Jan Szczerbowicz-Wieczór                                                                                       | 12 307 | 9,06   | –       | –       |
| Liczba głosów ważnych: 135 826 (I tura) • 61 962 (II tura) Źródło: Państwowa Komisja Wyborcza I tura i II tura |        |        |         |         |

### Mandat nr 66 –Zjednoczone Stronnictwo Ludowe
| Kandydat | I tura | I tura | II tura | II tura |
| Kandydat | Głosów | %      | Głosów  | %       |
| --- | ------ | ------ | ------- | ------- |
| Witold Chrzanowski                                                                                             | 32 242 | 22,99  | 30 147  | 48,66   |
| Edward Nadratowski                                                                                             | 26 089 | 18,60  | 20 246  | 32,68   |
| Mieczysław Waleśkiewicz                                                                                        | 17 869 | 12,74  | –       | –       |
| Liczba głosów ważnych: 140 264 (I tura) • 61 959 (II tura) Źródło: Państwowa Komisja Wyborcza I tura i II tura |        |        |         |         |

### Mandat nr 67 –Unia Chrześcijańsko-Społeczna
| Kandydat | I tura | I tura | II tura | II tura |
| Kandydat | Głosów | %      | Głosów  | %       |
| --- | ------ | ------ | ------- | ------- |
| Urszula Jarosz                                                                                                 | 54 440 | 37,75  | 33 822  | 54,43   |
| Eugeniusz Rydzewski                                                                                            | 27 106 | 18,80  | 15 918  | 25,62   |
| Liczba głosów ważnych: 144 218 (I tura) • 62 142 (II tura) Źródło: Państwowa Komisja Wyborcza I tura i II tura |        |        |         |         |

### Mandat nr 68 – bezpartyjny
| Kandydat                                                          | Głosów | %     |
| ----------------------------------------------------------------- | ------ | ----- |
| Stanisław Węgłowski                                               | 94 401 | 67,03 |
| Stanisław Mączewski                                               | 12 735 | 9,04  |
| Roman Kochanowicz                                                 | 8264   | 5,87  |
| Ireneusz Sosnowski                                                | 6600   | 4,69  |
| Jan Perłowski                                                     | 5924   | 4,21  |
| Liczba głosów ważnych: 140 835 Źródło: Państwowa Komisja Wyborcza |        |       |